# Iris japonica
Iris japonica, splošno znana kot resasta perunika, šaga in cvet metulja, izvira iz Kitajske in Japonske. Je vrsta v rodu Iris, v podrodu Limniris in v oddelku Lophiris. Je korenasta trajnica s bledo modrimi, sivkinimi ali belimi cvetovi z oranžno ali rumeno grebenom. V zmernih predelih se goji kot okrasna rastlina.

## Taksonomija
Ima splošna imena 'obrobljena perunika', 'Šaga' (na Japonskem) in cvet metulja (na Kitajskem).
V kitajski pisavi je zapisan kot 蝴蝶花 in znan kot hu die hua v pidžinu na Kitajskem. Zapisano je kot シ ャ ガ, 射干 v japonski pisavi.
Latinski specifičen vzdevek japonica se nanaša na Japonsko, čeprav naj bi rastlina izvirala s Kitajske.
Iris japonica je prvi poimenoval Carl Peter Thunberg (švedski botanik) v svoji publikaciji iz leta 1784, 'Flora Japonica'. V Evropo ga je leta 1792 iz Kitajske prinesel Thomas Evans iz East India Company. Nato ga je prvič objavil in opisal Thunberg v Transactions of the Linnean Society of London (Trans. Linn. Soc. London) Zvezek 2, stran 327, 1. maja 1794. Opis vrste je bil objavljen v botanični reviji Curtis leta 1797. Iris fimbriata je bil kasneje razvrščen kot sinonim za Iris japonica.
Od RHS je prejel nagrado za vrtne zasluge.

## Razširjenost in življenjski prostor
Doma je v zmernih in tropskih regijah Azije.
Ker je na Japonskem triploidna rastlina, kar pomeni, da rastlina ne proizvaja nobenega semena, se domneva, da je vsa širitev habitata umetna. Čeprav jo je mogoče najti v gozdovih po vsej Japonski, ki se zdijo divje, obstoj rastline pogosto kaže, da je bilo območje nekoč poseljeno s človekom in je bilo zapuščeno.

### Razpon
Najdemo ga na Kitajskem v kitajskih provincah Anhui, Fudžjan, Gansu, Guangdong, Guangši, Guidžou, Hainan, Hubei, Hunan, Džjangsu, Džjangši, Činghaj, Šaanši, Šanši, Sečuan, Šizang, Junan in Džedžjang.
Najdemo ga na Japonskem na otokih Honšu, Šikoku in Kjušu.
V tropski Aziji se pojavlja v Mjanmaru (Burmi). Leta 2014 so ga našli v Mongoliji.

### Habitat
I. japonica raste na obronkih gozdov, na mokrih travnikih, med skalami ob potokih, in vzdolž pobočij ali skalnatih pobočjih. Vrsta se pojavlja na nadmorski višini od 500 do 800 m nad morsko gladino na Japonskem in 2400 do 3400 m nad morsko gladino na Kitajskem.

## Opis
Iris japonica je po obliki podobna Iris confusa, vendar so listi pri tleh.
Ima kratke, vitke, zelenkaste, plazeče se korenike. Širi se tako, da pošilja tanke, žilave dolge pritlike. Imajo plitvo korenino in tvorijo goste preproge in šope. Ni invazivna.
Ima bazalno globoko zelene, temno zelene, rumenkasto zelene ali svetlo zelene liste. Na eni strani so sijoči (ali svetleči), na drugi pa motni. So obarvane, rdečkasto vijolične, blizu korenike in nimajo srednje žile. Ti suličasti listi lahko zrastejo do 25–60 cm visoko in 1,5–3,5 cm široko. Listi so na splošno opisani kot zimzeleni in rastejo v široki pahljači z obokanimi konicami.
Ima žilasta, čvrsta stebla, ki lahko zrastejo do 25–80 cm visoko. 5–12 kratkih, vitkih cvetnih vej (ali pecljev) je blizu vrha rastline. Trdi peclji lahko dosežejo dolžino med 1,5 in 2,5 cm. Cvetoče steblo (in veje) rastejo višje od listov. Stebla imajo 3–5 lopatic (listi cvetnega popka), ki so suličaste in dolge 9,5–2,2 cm.
Stebla (in številne veje) imajo od dva do štiri cvetove spomladi in zgodaj poleti med marcem in aprilom (na Japonskem) ali aprilom in majem.
Cvetovi so podobni cvetovom Iris cristata, vendar so bolj bledi in lepši. Kratkotrajni cvetovi se zaporedno odpirajo (drug za drugim), med 2 in 5 tedni. Ti cvetovi imajo rožnato aromo nageljnovih žbic.
Ploščati cvetovi imajo premer 4,5–6 cm in so v odtenkih bledo modre ali bledo sivke ali lila ali vijoličaste barve v belo.
Ima dva para cvetnih listov, tri velike čašne liste (zunanji venčni listi) in tri notranje, manjše venčne liste (ali čašne liste, znani kot "standardni"). Zunanji so eliptični ali obrnjeno jajčasti, z razširjenim krakom in modrimi ali škrlatno/vijoličnimi madeži, lisami (ali pikami) okoli osrednje rumene signalne lise okoli vidnega rumenega ali oranžnega grebena. Dolgi so 2,5–3 cm in široki 1,4–2 cm. Standardi so eliptični ali ozko obrnjeni. Dolgi so 2,8–3 cm in široki 1,5–2,1 cm. Standardi se širijo v isto ravnino kot padci in ustvarjajo 'ploski' videz. Vsi cvetni listi so po robovih obrobljeni (fimbriirani).
Ima 1,1–2 cm dolgo periantno cev, 0,8–1,2 cm dolge prašnike, bele prašnike in 7–10 mm plodišče. Ima 0,5–0,75 dolge in bledo modre veje. Končni režnji so fimbbrirani (obrobljeni).
Ko perunika odcveti, med majem in junijem, proizvede elipsoidno valjasto, nekljunasto semensko kapsulo, ki je dolga 2,5–3 cm in široka 1,2–1,5 cm. Znotraj kapsule ima temno rjava semena z majhnim obročkom.

## Druga literatrura
- Aldén, B., S. Ryman & M. Hjertson. 2009. Våra kulturväxters namn – ursprung och användning. Formas, Stockholm (Handbook on Swedish cultivated and utility plants, their names and origin).
- Mathew, B. 1981. The Iris. 74.
- Waddick, J. W. & Zhao Yu-tang. 1992. Iris of China.